# 王于陛
王于陛（1582年—？），字啓宸，號文石，陝西朝邑縣人。明朝政治人物。

## 生平
万历三十一年（1603年）癸卯科陕西乡试举人，三十五年（1607年）丁未科進士。初授户部主事，三十六年管崇文门税课，歷官戶部郎中。天啟時，累官山西副使，二年三月升四川右参政，驻遵义。寻改山西雁平道参政，十二月加按察使。崇禎三年（1630年）六月升山东右布政使，霸州兵备道。隨即升山西左布政使，调岢岚道，次年被革职。

## 事跡
王于陛為戶部郎中督餉薊州時，曾重修獨樂寺。

## 家族
曾祖王三省，癸未進士，官至潞安府知府；祖王傳，知縣，封文林郎推官；父王嗣盛，庠生。母仇氏。具庆下。兄于豐、于鎬、于京、于廷。